# 松井優典
松井 優典（まつい まさのり、1950年6月26日 - ）は、和歌山県和歌山市出身の元プロ野球選手（内野手、捕手）・コーチ・監督、解説者。
和歌山市議会議員の松井紀博は甥にあたる。

## 来歴・人物
星林高では3年次の1968年に甲子園春夏連続出場を果たすが、いずれもチームとして初出場であった。春の選抜では三塁手兼控え投手として出場し、1回戦で清水市商に延長12回サヨナラ負けを喫した。この試合でリリーフに立ち、甲子園初登板を果たす。夏の選手権は三番・捕手として3回戦に進出するが、優勝した興国高の丸山朗に完封を喫する。3年間の通算打率は4割という好記録を残し、高校同期に一塁手の東出康博がいた。
1968年のドラフト3位で南海ホークスに入団し、強肩を買われて捕手から三塁手に転向。一時は右翼手、左翼手と回って一塁手となる。
1971年には大物ルーキー島本講平の煽りを受けて、今度は三塁へ逆戻りする。9月には三塁手として初の先発出場を果たす。
1972年の後半には富田勝の故障もあって三塁手に定着して31試合に先発するが、打撃面で実績を残せず、その後は目立つ活躍は無かった。
1975年には杉山重雄との交換トレードでヤクルトスワローズに移籍。
1979年限りで現役を引退。
引退後はヤクルトでマネージャー（1980年 - 1993年）を務めた後、野村克也監督の抜擢で二軍監督（1994年）→一軍総合コーチ（1995年 - 1996年）→チーフコーチ（1997年 - 1998年）を務め、2度のリーグ優勝・日本一に貢献。1999年には阪神タイガース監督に就任した野村に従い、ヘッドコーチに就任。ヘッドコーチは黒田正宏が就任する予定だったが黒田によると松井が野村の家に来て泣いて頼みに来て「僕も連れて行ってください。（野村は）誰も連れて行かないつもりだった。あいつどないしたらええ。」、黒田は野村に「ノムさんの横に置いておったらいい。教えることができないから。」と言い、松井がヘッドコーチ、黒田がバッテリーコーチとなった。1997年8月7日、神宮球場での対ヤクルト戦で監督の野村が判定を不服として審判に詰め寄り退場処分となった際は監督代行として采配を振るった（試合は7-6で勝利）。しかし3年連続最下位に低迷し、ファーム統合コーチ兼任となっていた2001年に解任された。当時2軍監督だった岡田彰布は「一軍の選手が怪我したり、調子悪くなってくるとヘッドコーチから電話かかってきて、「誰が一番速い球投げるねん」、「誰が一番速く遠くまで飛ばせるねん」、「絶対に盗塁成功する奴はおらんのか」と聞いている。それはちょっと違うと思ったね。逆にこっちの方から「いま、この選手が調子いいですよ」と売り込むこともあったよ。でも、野村さんに伝わってるかどうかは分からへん。」と述べている。当時球団社長の野崎勝義は当時オーナーの久万俊二郎に松井について「ミーティングを仕切れない。その言葉に説得力がない」と報告した。野村退団後はフロント入りし、編成部企画調査担当課長（2002年）→企画調査担当兼スカウト（2003年 - 2004年）を務めた。
2005年からは東北楽天ゴールデンイーグルス初代二軍監督に就任したが、シーズン途中に山下大輔との入れ替えでヘッドコーチに就任し、シーズン終了まで務めた。
2006年からは再び二軍監督を務め、在任中は銀次を育てた。
2009年解雇。
楽天退団後は古巣・ヤクルトで二軍育成コーチ兼戸田寮長（2011年 - 2013年）→編成部長（2014年 - 2015年）→ファームディレクター（2016年）を務めた。二軍コーチ時代には山田哲人など若手選手を多く育て、編成部長時代には予算が限られている中で他球団との競争に勝ち、球団史上初めて1シーズンで2人のFA選手（大引啓次・成瀬善久）を獲得し、リーグ優勝に貢献。
ヤクルト退団後の2017年からはDAZN解説者、現在は内田順三と共にNPO法人「ファイアーレッズメディカルスポーツクラブ」アドバイザーを務める。

## 詳細情報

### 年度別打撃成績
| 年 度     | 球 団     | 試 合 | 打 席 | 打 数 | 得 点 | 安 打 | 二 塁 打 | 三 塁 打 | 本 塁 打 | 塁 打 | 打 点 | 盗 塁 | 盗 塁 死 | 犠 打 | 犠 飛 | 四 球 | 敬 遠 | 死 球 | 三 振 | 併 殺 打 | 打 率 | 出 塁 率 | 長 打 率 | O P S |
| --------- | --------- | ----- | ----- | ----- | ----- | ----- | -------- | -------- | -------- | ----- | ----- | ----- | -------- | ----- | ----- | ----- | ----- | ----- | ----- | -------- | ----- | -------- | -------- | ----- |
| 1971      | 南海      | 5     | 6     | 5     | 0     | 1     | 0        | 0        | 0        | 1     | 0     | 0     | 0        | 0     | 0     | 0     | 0     | 1     | 1     | 0        | .200  | .333     | .200     | .533  |
| 1972      | 南海      | 34    | 98    | 88    | 4     | 17    | 1        | 1        | 0        | 20    | 7     | 2     | 0        | 2     | 0     | 6     | 1     | 2     | 14    | 2        | .193  | .260     | .227     | .488  |
| 1973      | 南海      | 23    | 23    | 22    | 4     | 7     | 0        | 0        | 0        | 7     | 0     | 1     | 0        | 0     | 0     | 1     | 0     | 0     | 6     | 0        | .318  | .348     | .318     | .666  |
| 1974      | 南海      | 16    | 33    | 29    | 3     | 6     | 2        | 0        | 0        | 8     | 4     | 0     | 0        | 2     | 1     | 1     | 0     | 0     | 6     | 1        | .207  | .226     | .276     | .502  |
| 1975      | ヤクルト  | 11    | 4     | 4     | 0     | 1     | 0        | 0        | 0        | 1     | 0     | 0     | 0        | 0     | 0     | 0     | 0     | 0     | 1     | 0        | .250  | .250     | .250     | .500  |
| 1976      | ヤクルト  | 10    | 5     | 4     | 1     | 1     | 0        | 0        | 0        | 1     | 0     | 0     | 0        | 0     | 0     | 1     | 0     | 0     | 0     | 0        | .250  | .400     | .250     | .650  |
| 1977      | ヤクルト  | 32    | 7     | 7     | 2     | 0     | 0        | 0        | 0        | 0     | 0     | 0     | 0        | 0     | 0     | 0     | 0     | 0     | 3     | 0        | .000  | .000     | .000     | .000  |
| 1978      | ヤクルト  | 3     | 0     | 0     | 1     | 0     | 0        | 0        | 0        | 0     | 0     | 0     | 0        | 0     | 0     | 0     | 0     | 0     | 0     | 0        | ----  | ----     | ----     | ----  |
| 1979      | ヤクルト  | 6     | 8     | 7     | 0     | 0     | 0        | 0        | 0        | 0     | 0     | 0     | 0        | 0     | 0     | 1     | 0     | 0     | 4     | 0        | .000  | .125     | .000     | .125  |
| 通算：9年 | 通算：9年 | 140   | 184   | 166   | 15    | 33    | 3        | 1        | 0        | 38    | 11    | 3     | 0        | 4     | 1     | 10    | 1     | 3     | 35    | 3        | .199  | .256     | .229     | .484  |

### 記録
- 初出場：1971年8月28日、対西鉄ライオンズ22回戦（大阪スタヂアム）、7回裏に三浦清弘の代打として出場
- 初安打：1971年9月5日、対東映フライヤーズ24回戦（後楽園球場）、8回表に江本孟紀から
- 初先発出場：1971年9月9日、対阪急ブレーブス23回戦（西京極球場）、6番・三塁手として先発出場
- 初打点：1972年8月31日、対西鉄ライオンズ22回戦（大阪スタヂアム）、5回裏に田中章から

### 背番号
- 49 （1969年 - 1972年）
- 5 （1973年 - 1974年）
- 9 （1975年）
- 44 （1976年 - 1979年）
- 87 （1994年 - 1998年、2005年 - 2009年）
- 88 （1999年 - 2001年）
- 89 （2011年 - 2013年）